# Родия (язык)
Родия — диалект сингальского языка. Существенно отличается от литературного языка. На нём говорят члены низшей касты сингалов на Шри-Ланке — касты Родия.
Примеры диалектизмов:
- dissenavā приходить (Сингальский: enavā)
- dumana дом (Сингальский: geya)
- galla рот (Сингальский: kaṭa)
- gävā человек, мужчина (Сингальский: minihā)
- gävī женщина (Сингальский: gäänu)
- miganavā есть (Сингальский: kanavā)